# Cardioglossa gracilis
Cardioglossa gracilis är en groddjursart som beskrevs av George Albert Boulenger 1900. Cardioglossa gracilis ingår i släktet Cardioglossa och familjen Arthroleptidae. IUCN kategoriserar arten globalt som livskraftig. Inga underarter finns listade.